# 諌山修身
諌山 修身（いさやま おさみ、1882年11月11日 - 1969年1月26日）は日本ナザレン教団の牧師である。
1882年（明治15年）に福岡県に生まれる。中学5年生の時に渡米を決意し、中学卒業直前の1904年（明治37年）にアメリカ合衆国に渡る。庭師として働いていたが、1912年（明治45年）にロサンジェルス・ナザレン教会の伝道館が開設されて、夜間英語学校に通い、キリスト教に触れ1913年3月に回心する。そして、洗礼を受けて入信した。その後、W・A・エコールに出会い、伝道者として日本に帰ることになった。
1915年（大正4年）8月に諌山は日本に帰国する。1916年（大正5年）2月にエコールも来日する。エコールと協力し、京都市五条にナザレン伝道館を開いて、1922年（大正11年）には京都上京教会を創設した。
1935年（昭和10年）に日本ナザレン教団が東部と西部の2部に分かれた時に、エコールが東部会部長に就任した。エコールに協力するために東京に移動し、下北沢ナザレン教会の牧師に就任する。
1941年（昭和16年）日本基督教団が設立されると、土山鉄次代表と共に評議員に就任した。戦後はエコールが来日し、喜田川広と共に日本ナザレン教団の再建に尽力した。